# Jouy-sur-Eure
Jouy-sur-Eure är en kommun i departementet Eure i regionen Normandie i norra Frankrike. Kommunen ligger i kantonen Évreux-Est som tillhör arrondissementet Évreux. År 2022 hade Jouy-sur-Eure 558 invånare.

## Befolkningsutveckling
Antalet invånare i kommunen Jouy-sur-Eure
Referens:INSEE